# СА-01
Сбалансированный Автомат 01-ой модели — нереализованный автомат А. С. Константинова под патрон 7,62 × 39 мм.

## История
Основной целью Константинова в этом проекте было создание удобного в любых положениях автоматического оружия. В 1963 году он представил макет крайне нестандартного буллпап автомата, пистолетная рукоять которого располагалась сверху ствольной коробки. В связи с крайне радикальной и громоздкой конструкцией оружие не была реализована.
Но в 1965 году Константинов разработал с некоторыми конструкторскими решениями СА-01 буллпап автомат в более стандартной компоновке — СА-001, который тоже не сумел пройти дальше опытов.

## Конструкция
Основным отличием от стандартных буллпапов стало расположение пистолетной рукояти со спусковым крючком и переводчиком режимов огня над ствольной коробкой.
Точный принцип действия неизвестен. Возможно, в такой компоновке был бы другой импульс отдачи, при котором оружие опускалось при стрельбе.